# Palette (歌手グループ)
Palette（パレット）は、日本の女性アニソン歌手グループである。所属・レコード会社は、ドワンゴ・ミュージックエンタテインメント。

## 概要
全員ドワンゴクリエイティブスクールの1期生。2008年2月にニコニコ動画の『踊ってみた』カテゴリに「オリジナル曲を作って歌って踊ってみた」をUP、10万再生越えを達成。2008年7月23日にはUPした楽曲「キャンバス」でCDデビュー。2枚目、3枚目のシングルはオンラインゲームタイアップがつき、2009年10月からスタートしたテレビ朝日系アニメ『ご姉弟物語』で近江知永とエンディング・テーマ「ポレポレいこう」をタイアップした。2010年3月で初期メンバーの「ちか」がPaletteを卒業、翌月4月からは新メンバーとして「さき」が加入。2011年10月2日に開催されたライブ「Palette Last Live 〜Dear My Friend〜」をもって解散した。

## メンバー
- あい：5月20日生まれ、福岡県出身、B型。リーダーで歯科衛生士の資格を持っている。
- あさ：4月24日生まれ、神奈川県出身、O型。Paletteのブレーン？
- さき：11月30日生まれ、出身不明、AB型。肉、糖分大好き。ヲタクで鉄ヲタ。

## 旧メンバー
- ちか：7月31日生まれ、長崎県出身、B型。2010年3月31日をもって卒業。舞台役者として活動中。

## 作品

### シングル
1. キャンバス（2008年7月23日発売）
  1. キャンバス
  2. 週末でぇと
  3. 魔法の言葉
  4. キャンバス（off vocal）
  5. 週末でぇと（off vocal）
  6. 魔法の言葉（off vocal）
  7. Palette Voice #001
2. 仲間の足音（2008年10月29日発売）
  1. 仲間の足音（「Wonderland ONLINE 第三章『聖殿の守護者』」イメージソング）
  2. 素直なキモチ
  3. GO JUMP!!
  4. 仲間の足音（off vocal）
  5. 素直なキモチ（off vocal）
  6. GO JUMP!!（off vocal）
  7. Palette Voice #002
3. 夢の扉（2009年6月24日発売）
  1. 夢の扉（「X-BEAT」タイアップソング）
  2. Shining Star
  3. sweet rain
  4. 夢の扉（off vocal）
  5. Shining Star（off vocal）
  6. sweet rain（off vocal）
  7. Palette Voice #003
4. ポレポレいこう（2009年11月25日発売）＊近江知永とPalette名義
  1. ポレポレいこう（テレビ朝日系アニメ「ご姉弟物語」エンディングテーマ）
  2. 「ありがとう。」（DVD「ニコニコ動物園」テーマ曲）
  3. ポレポレいこう（off vocal）
  4. 「ありがとう。」（off vocal）

## 出演

### テレビ
- @Tunes.（第107回）
- アニぱら音楽館（2009年12月1日放送）

### web配信
- ぱれっとのあそんでどん！（ニコニコ動画、dme ch.190、2009年-）